# Jurij Zdovc
Jurij "Jure" Zdovc (nascut el 13 de desembre de 1966 a Slovenske Konjice) és un ex jugador de bàsquet eslovè i actual entrenador.
Com a júnior va començar a jugar al Comet Slovenske Konjice. Va jugar a l'Olimpija Ljubljana, Virtus Bolonya, CSP Limoges, Iraklis BC, PSG Racing Basket, Panionios, Split i Geoplin Slovan.
Com a jugador de l'Olimpija, Jure Zdovc va guanyar 2 títols de lliga eslovena, 3 Copes d'Eslovènia i la Lliga Adriàtica l'any 2002.
El 1993 va guanyar l'Eurolliga i el títol del campionat francès amb el Limoges. El 1997, com a jugador del Racing de París va guanyar el campionat francès.
Va ser membre de l'Equip Nacional de Iugoslàvia que va guanyar la medalla d'or en els Campionat d'Europa de 1989 i de 1991. També va guanyar la medalla d'or en el Campionat del Món de 1990.

## Anecdotari
El 1991, Zdovc formava part de la selecció iugoslava que, entrenada per Dušan Ivković, va anar a l'Eurobasket de Roma. Era un autèntic equip de somni, amb noms com Toni Kukoč, Dino Radja, Vlade Divac, Žarko Paspalj, Zoran Savić, Pedrag Danilovic, Aleksandar Djordjevic, Velimir Perasovic… (El millor de dues generacions de bàsquet balcànic). Zdovc va jugar els tres primers partits del campionat, però a mitjan torneig, just abans de semifinals, el Parlament d'Eslovènia va proclamar la independència el país i va ordenar a Zdovc abandonar la selecció iugoslava, ja que ja no era la del seu país. Zdovc va abandonar el torneig amb llàgrimes als ulls, perquè Iugoslàvia estava arrasant i en efecte, van guanyar l'or amb facilitat. Era 25 de juny i va començar una guerra que va durar vuit dies i que va donar peu a un espant que va arrasar l'antiga Iugoslàvia. El cas de Zdovc, per ser una de les primeres conseqüències del conflicte en l'esport, va ser molt famós.
L'any 2005, es va fer justícia. Jure Zdovc va rebre, de mans del seu antic seleccionador Ivković, la medalla d'or de Roma 91 a Ljubljana. A més, es va celebrar un partit d'homenatge al base, amb la participació de grans jugadors eslovens i iugoslaus de la seva època.

## Palmarès amb clubs

### Com a jugador
- Copa d'Europa: 1 (amb el CSP Limoges: 1993)
- Lliga Adriàtica: 1 (amb el KK Union Olimpija: 2002)
- Lliga francesa: 1 (amb el CSP Limoges: 1993) i 1 (amb el PSG Racing Basket: 1997)
- Lliga eslovena: 2 (amb el KK Union Olimpija: 1999, 2002)
- Lliga croata: 1 (amb el KK Split: 2003)
- Copa eslovena: 3 (amb el KK Union Olimpija: 1999, 2000, 2002)

### Com a entrenador
- Lliga de Bòsnia i Hercegovina: 1 (amb el Bosna Sarajevo: 2008)
- Lliga eslovena: 1 (amb el KK Union Olimpija: 2009)
- Lliga croata: 1 (amb el KK Cedevita: 2018)
- Copa croata: 1 (amb el KK Split: 2004) i 1 (amb el KK Cedevita: 2018)
- Copa eslovena: 1 (amb l'Union Olimpija: 2009, 2010, 2011)